# Ludwika Jędrzejewiczowa

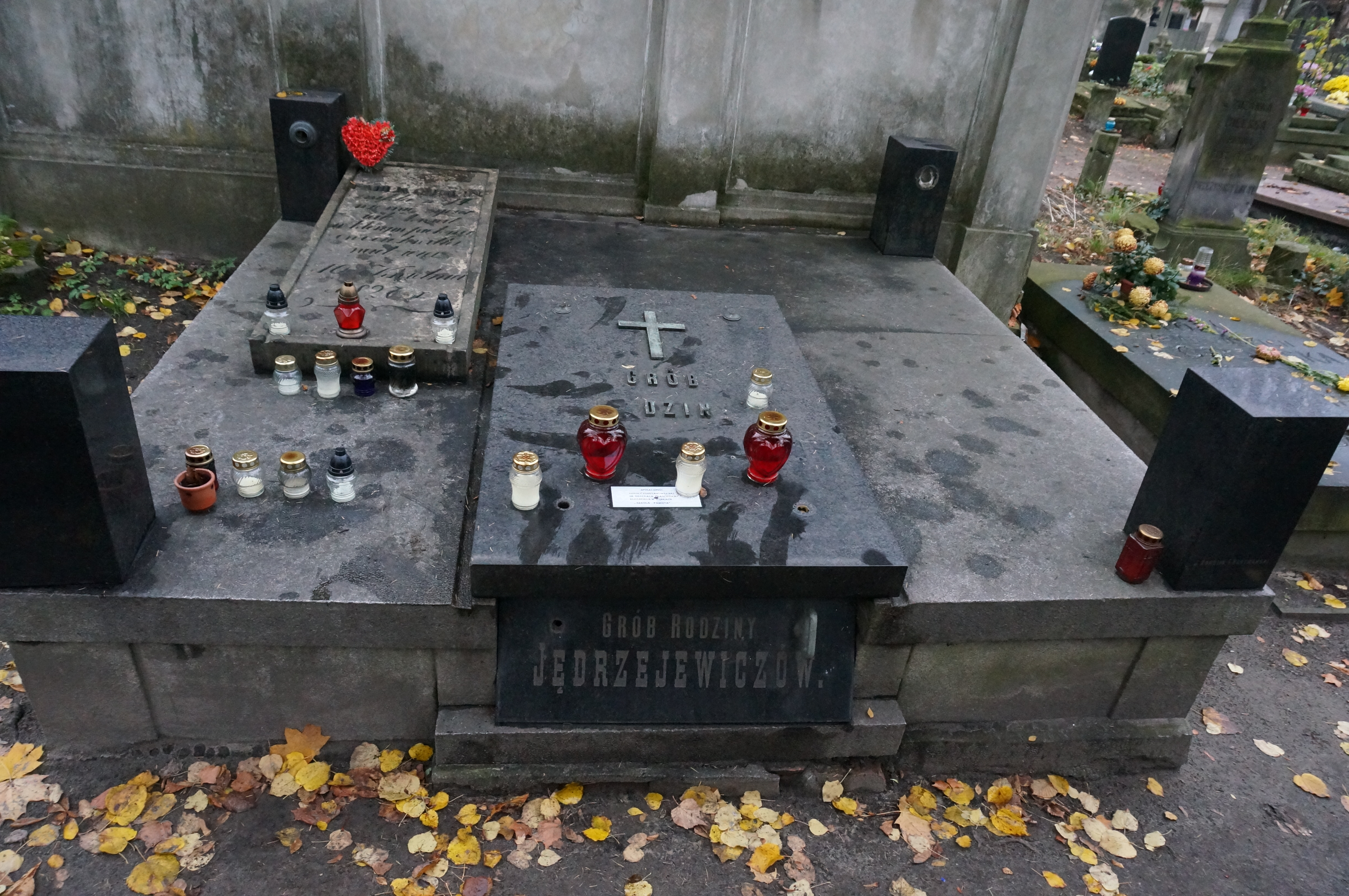
Grób Ludwiki Jędrzejewicz na cmentarzu Powązkowskim

Ludwika Jędrzejewiczowa (ur. 6 kwietnia 1807 w Warszawie, zm. 29 października 1855 tamże) – polska kompozytorka i pisarka, najstarsza siostra Fryderyka Chopina.

## Życiorys
Urodziła się w Warszawie jako pierwsza córka Mikołaja Chopina i Justyny z Krzyżanowskich.
Pierwsze lekcje muzyki pobierała na pensji dla panien, prowadzonej przy Nowym Świecie przez Józefę Werbusz lub na pensji u Bogumiły Wiłuckiej. Uczyła się muzyki u Wojciecha Żywnego. Była najbardziej z rodzeństwa zżyta z Fryderykiem. Była jego powierniczką. Była autorką kilku mazurów, które jednak nie zachowały się. O jednym z nich Fryderyk pisał w liście do Jana Białobłockiego: „Ludwika zrobiła mazura doskonałego, jakiego Warszawa nie tańczyła”.
W 1829 wydała Podróż Józia z Warszawy do wód szląskich przez niego samego opisana, która jest opisem podróży do Kudowy i Dusznik. Później jej utwory pisarskie stały się bardziej dydaktyczne. W 1828 wraz z siostrą Emilią wydała powieść Ludwik i Emilka. Publikowała w prasie warszawskiej. Wraz z siostrą Izabellą napisała Pan Wojciech, czyli wzór pracy i oszczędności adresowane do rzemieślników. W 1848 Wiadomości krótkie z nauk przyrodzonych i niektóre najważniejsze wynalazki.
Po upadku powstania listopadowego działała w Związku Patriotycznego Dobroczynności Pań Polskich, a od 1848 w Warszawskim Towarzystwie Dobroczynności.
22 listopada 1832 poślubiła w Brochowie prawnika Józefa Kalasantego Jędrzejewicza. Po ślubie zamieszkali w domu Jędrzejewicza w Warszawie przy ul. Podwale nr hip. 526. Mieli czworo dzieci: Henryka Bronisława (podpułkownika w powstaniu styczniowym), Ludwikę Magdalenę, Fryderyka Bolesława i Antoniego Żelisława (urzędnika Towarzystwa Kredytowego miasta Warszawy).
Fryderyk Chopin pragnął, aby jego serce wróciło do Warszawy. Wolę tę spełniła Ludwika. W styczniu 1850 roku przewiozła potajemnie do Warszawy serce kompozytora, które potem trafiło do kościoła św. Krzyża.
Zmarła w czasie epidemii cholery w 1855 w swoim domu w Warszawie. 1 listopada 1855 pochowana na cmentarzu Powązkowskim w Warszawie (kwatera 175-2-6/7).